# Tickling Giants
Tickling Giants (traducibile in italiano con Facendo il solletico ai giganti) è un film del 2016 diretto da Sara Taksler.
Il film è uscito in anteprima mondiale al Tribeca Film Festival il 14 aprile 2016 e in anteprima italiana (sottotitolato in italiano) nella rassegna Mondovisioni al festival Internazionale a Ferrara 2016-2017 il 30 settembre 2016.

## Trama
Durante la rivoluzione egiziana del 2011, Bassem Youssef decide di lasciare la sua professione di cardiochirurgo per diventare comico a tempo pieno. Soprannominato lo «Jon Stewart egiziano», Bassem crea lo spettacolo satirico «Al Bernameg» (letteralmente: Il Programma), in onda dal 2011 al 2014.
Il film ha seguito l'équipe di «Al Bernameg», la quale è stata oggetto di minacce, proteste e problemi giudiziari, unicamente a causa delle battute comiche.